# Emirates Cup 2008
Navigation
Édition précédente Édition suivante
L’édition 2008 de l'Emirates Cup est la deuxième de cette compétition de football amicale organisée par Arsenal. Elle s'est tenue les 2 et 3 août 2008 à l'Emirates Stadium.

## Classement final
| Rang | Équipe      | Pts | J | G | N | P | Bp | Bc | Diff |
| ---- | ----------- | --- | - | - | - | - | -- | -- | ---- |
| 1    | Hambourg SV | 7   | 2 | 1 | 0 | 1 | 4  | 2  | +2   |
| 2    | Real Madrid | 5   | 2 | 1 | 0 | 1 | 2  | 2  | 0    |
| 3    | Arsenal     | 4   | 2 | 1 | 0 | 1 | 1  | 1  | 0    |
| 4    | Juventus    | 4   | 2 | 1 | 0 | 1 | 1  | 3  | -2   |

## Journée

### 1erjour
| 2 août 2008 14:00 WEST | Real Madrid                     | 2–1 | Hambourg SV | Emirates Stadium, Londres                   |                                             |
|                        | van Nistelrooy 25e · Parejo 86e |     | Zidan 53e   | Spectateurs : 51 000 Arbitrage : Alan Kelly | Spectateurs : 51 000 Arbitrage : Alan Kelly |
|                        | Rapport                         |     |             | Spectateurs : 51 000 Arbitrage : Alan Kelly | Spectateurs : 51 000 Arbitrage : Alan Kelly |

| 2 août 2008 16:15 WEST | Arsenal | 0–1 | Juventus      | Emirates Stadium, Londres                     |                                               |
|                        |         |     | Trezeguet 37e | Spectateurs : 51 000 Arbitrage : Peter Walton | Spectateurs : 51 000 Arbitrage : Peter Walton |
|                        | Rapport |     |               | Spectateurs : 51 000 Arbitrage : Peter Walton | Spectateurs : 51 000 Arbitrage : Peter Walton |

### 2ejour
| 3 août 2008 14:00 WEST | Juventus | 0–3 | Hambourg SV                 | Emirates Stadium, Londres |                       |
|                        |          |     | Guerrero 19e · Olić 90e 90e | Arbitrage : Chris Foy     | Arbitrage : Chris Foy |

| 3 août 2008 16:15 WEST | Arsenal             | 1–0 | Real Madrid | Emirates Stadium, Londres                         |                                                   |
|                        | Adebayor 49e (pen.) |     |             | Spectateurs : 60 081 Arbitrage : Mark Clattenburg | Spectateurs : 60 081 Arbitrage : Mark Clattenburg |
|                        | Rapport             |     |             | Spectateurs : 60 081 Arbitrage : Mark Clattenburg | Spectateurs : 60 081 Arbitrage : Mark Clattenburg |

## Meilleurs buteurs
2 buts
- Ivica Olić (Hambourg SV)

1 but
- Paolo Guerrero (Hambourg SV)
- David Trezeguet (Juventus)
- Emmanuel Adebayor (Arsenal)
- Mohamed Zidan (Hambourg SV)
- Ruud van Nistelrooy (Real Madrid)
- Dani Parejo (Real Madrid)